# 阿姆斯特丹斯洛特代克車站
阿姆斯特丹斯洛特代克車站（荷蘭語：Station Amsterdam Sloterdijk），为荷兰阿姆斯特丹的一座火車站。

## 历史
於1983年5月29日啟用。斯洛特代克車站位於阿姆斯特丹西北部，以乘客人數計算的話是阿姆斯特丹第二大站，僅次於阿姆斯特丹中央車站。